# Dermaleipa ochribrunnea
Dermaleipa ochribrunnea är en fjärilsart som beskrevs av Embrik Strand 1914. Dermaleipa ochribrunnea ingår i släktet Dermaleipa och familjen nattflyn. Inga underarter finns listade i Catalogue of Life.